# Riacho Chatinha
O Riacho Chatinha é um riacho (um pequeno rio) brasileiro que banha o estado da Paraíba.